# Список епізодів мультсеріалу «Самурай Джек»
«Самурай Джек» — американський мультсеріал створений аніматором Ґеннді Тартаковським. Мультсеріал виходив на каналі Cartoon Network з 10 Серпня 2001 року по 25 вересня 2004 року і нараховував 52 епізоди в чотирьох сезонах. П'ятий сезон вийшов на каналі Adult Swim 11 березня 2017 року і складався з десяти епізодів.
Перші 3 епізоди були випущені як єдиний фільм «Самурай Джек: Прем'єра» 19 березня 2002 року.

## Загальний огляд
| Сезон | Епізоди | Епізоди | Оригінальний показ | Оригінальний показ | Оригінальний показ |
| Сезон | Епізоди | Епізоди | Останній показ     | Перший показ       | Мережа             |
| ----- | ------- | ------- | ------------------ | ------------------ | ------------------ |
| 1     | 13      | 13      | 10 серпня 2001     | 3 грудня 2001      | Cartoon Network    |
| 2     | 13      | 13      | 1 березня 2002     | 11 жовтня 2002     | Cartoon Network    |
| 3     | 13      | 13      | 18 жовтня 2002     | 26 серпня 2003     | Cartoon Network    |
| 4     | 13      | 13      | 14 червня 2003     | 25 вересня 2004    | Cartoon Network    |
| 5     | 10      | 10      | 11 березня 2017    | 20 травня 2017     | Adult Swim         |

## Епізоди
Усі епізоди пронумеровані римськими числами. Між номерами останнього епізоду четвертого сезону, LII (52), і першого епізоду п'ятого, XCII (92) упускається сорок чисел (ніби пройшло 3 сезони по 13 епізодів), що показує як багато часу минуло між четвертим і п'ятим сезонами. В перших чотирьох сезонах у кожного епізоду є альтернативна, докладніша назва.

### Сезон 1 (2001)
| Загальний номер | Номер у сезоні | Назва                       | Режисура                              | Сценарій і розкадровка           | Перший вихід в етер |
| --- | -------------- | --------------------------- | ------------------------------------- | -------------------------------- | ------------------- |
| 1 2 3 | 1 2 3          | «Самурай Джек: Прем'єра»    | Ґенді Тартаковський                   | Пол Рудіш і Ґенді Тартаковський  | Серпень 10, 2001    |
| Part I: Початок — у давнину імператор Японії переміг демона Аку за допомогою чарівного меча. Через багато років Аку повертається, але імператор не встигає скористатися мечем. Малий син імператора тікає з матір'ю з країни та подорожує світом, щоб навчитися в різних народів і стати гідним узяти меч. Ставши дорослим самураєм, він відвідує матір, яка вручає йому меча. Самурай повертається на поневолену Аку батьківщину та визволяє свого батька. Потім він долає Аку у двобої, але перед останнім ударом той відправляє самурая у майбутнє. Part II: Самурай Названий Джеком — самурай опиняється в антиутопічному світі через тисячі років. Аку давно захопив Землю та інші планети, світ наповнений фантастичними технологіями й населений дивними істотами. Від місцевих жителів самурай отримує ім'я «Джек». Після бійки у нічному клубі його наймає група псів-археологів для захисту собак від роботів Аку. Part III: Перша Битва — виготовивши саморобну зброю та розставивши пастки, Джек самостійно долає «жукоботів» Аку, посланих знищити собак. Він клянеться боротися з диктатурою демона, поки не повернеться у минуле. |                |                             |                                       |                                  |                     |
| 4 | 4              | «Джек, Вулі і Крічевальти»  | Ренді Маєрс і Ґенді Тартаковський     | Кріс Реккарді і Кріс Мітчелл     | Серпень 13, 2001    |
| Джек блукає лісом, він не їв уже декілька днів. Поруч пробігає звір, який тікає від мисливців. Джек ловить його та віддає мисливцям, а вони запрошують його на бенкет. Згодом Джек розуміє, що плем'я мисливців, крічевальти, поневолили шляхетних звірів вулі та живуть за їх рахунок. Джек знищує сферу, що тримала вулі в енергетичних кайданах, і звірі повстають проти крічевальтів. Коли гнобителі тікають, найстарший вулі підказує Джеку куди йти далі. |                |                             |                                       |                                  |                     |
| 5 | 5              | «Джек у Космосі»            | Роб Рензетті і Ґенді Тартаковський    | Чарлі Бін і Кері Йост            | Серпень 27, 2001    |
| Джек випадково знаходить поселення науковців, що працювали на Аку, але втекли й планують покинути Землю. Захистивши їх від роботів Аку, Джек привертає увагу науковців. Вони тренують самурая для польоту в космос і дають йому скафандр з реактивним ранцем. Коли їхній космічний корабель злітає, роботи намагаються не допустити відльоту. Самурай знищує роботів і зупиняє їхню останню атаку за мить до того, як корабель покидає орбіту Землі. |                |                             |                                       |                                  |                     |
| 6 | 6              | «Джек і Воячка»             | Роб Рензетті і Ґенді Тартаковський    | Майк Менлі і Ґенді Тартаковський | Листопад 19, 2001   |
| Джек дістався пустельної країни, де зустрічає продажного торговця, котрий влаштував на нього засідку. Самурая рятує талановита воячка на ймення Ікра. Вона шукає чарівний камінь, схований у пустелі, і Джек вирішує, що цей камінь допоможе йому повернутися в минуле. Ікра допомагає Джеку знайти камінь і перемогти його охоронця-джина. Та виявляється, що Ікра — це сам Аку. Демон знищує камінь і зникає, обіцяючи, що вони ще зустрінуться. |                |                             |                                       |                                  |                     |
| 7 | 7              | «Джек і Три Сліпих Лучники» | Ґенді Тартаковський                   | Марк Ендрюс і Браян Ендрюс       | August 20, 2001     |
| Джек дізнається про колодязь бажань на верхівці вежі, який охороняють троє непереможних лучників. Самурай не може підступитися до вежі, бо в нього одразу стріляють. Але він пригадує слова свого вчителя і усвідомлює, що лучники орієнтуються на звук. Джек перемагає лучників, однак, вони застерігають, що колодязь робить своїм слугою того, хто загадує в ньому бажання. Тоді Джек бажає, щоб колодязь зник. |                |                             |                                       |                                  |                     |
| 8 | 8              | «Джек проти Шаленого Джека» | Ренді Маєрс і Ґенді Тартаковський     | Кріс Мітчелл і Кері Йост         | Жовтень 15, 2001    |
| Розніваний невдачею мисливців за головами, Аку використовує внутрішню темряву Джека і створює його копію. Самурай бореться зі своїм злим двійником і не може його здолати. Поступово він стає дедалі злішим, але бачить у мечі своє відображення й усвідомлює, що двійник бере силу з його люті. Джек заспокоюється і двійник зникає. |                |                             |                                       |                                  |                     |
| 9 | 9              | «Джек під Водою»            | Роб Рензетті і Ґенді Тартаковський    | Кріс Реккарді і Чарлі Бін        | Вересень 3, 2001    |
| Коли Джек взнає чутки про портал часу в підводному місті Океанусі, він відпраляється в подорож. Його човен тоне, але самурая проковтуж риба, що є свого роду живим піводним човном. Джек досягає Океануса і зустрічає теплий прийом його жителів, амфібій тріцеракуїнів. Вони ловлять Джека та передають його Аку в обмін на безпеку свого міста. Проте, Аку не дотримується обіцянки й починає руйнувати Океанус. Тріцеракуїни визволяють Джека, він проганяє Аку за допомогою меча, а Океанус піднімається на поверхню. |                |                             |                                       |                                  |                     |
| 10 | 10             | «Джек і Лавове Чудисько»    | Роберт Альварез і Ґенді Тартаковський | Майк Менлі                       | Жовтень 12, 2001    |
| У холодній пустці Джек чує голос, який кличе його вглиб гори. Пройшовши крізь численні пастки, Джек зустрічає короля Вікінгів, якого Аку в давнину ув'язнив у кристалі, а його королівство знищив. Вікінг, однак, навчився рухати каміння і перетворився на гігантську людиноподібну брилу. Він шукає гідного суперника, який міг би перемогти його в бою і тоді вікінг потрапить у Вальгаллу. Самурай спершу не хоче битися з ним, але вислухавши історію вікінга, перемагає його й розбиває кристал. Король помирає, висловлюючи вдячність, а його душа опиняється у Вальгаллі. |                |                             |                                       |                                  |                     |
| 11 | 11             | «Джек і Шотландець»         | Роб Рензетті і Ґенді Тартаковський    | Марк Ендрюс і Браян Ендрюс       | Жовтень 29, 2001    |
| Перетинаючи здавалося б безкінечний міст, Джек натикається на Шотландця: міцного імпульсивного шотландського воїна із зачарованим мечем. Шотландець вимагає, щоб самурай повернувся назад і дав йому пройти; Джек відмовляється, бо вже пройшов дуже багато. Згодом їхня суперечка переростає в бійку, яку перериває наближення з обох боків мосту найманців Аку. Шотландець і самурай стрибають з мосту. Зрозумівши, що Аку назначив нагороду за їхні голови, герої об'єднуються, щоб знищити найманців і лишаються друзями, хоча кожен іде своїм шляхом. |                |                             |                                       |                                  |                     |
| 12 | 12             | «Джек і Ґанґстери»          | Ренді Маєрс і Ґенді Тартаковський     | Кріс Реккарді                    | Листопад 26, 2001   |
| Джек відвідує місто, схоже на американський магаполіс початку XX століття. Побачивши його здібності, ватажок ґанґстерів пропонує Джеку працювати на них. Спершу той відмовляється, та потім погоджується, щоб наблизитись до Аку. Але для цього він мусить дістати чарівний камінь, який охороняють троє елементалів. Він виконує завдання і приходить з ґанґстерами до Аку. Самураю вдається поранити Аку, та ґанґстери вирішують, що Джек не виживе, і забирають його. Вони обіцяють почати чесне життя, та коли самурай іде, стають наживатися на воді, яку дає камінь. |                |                             |                                       |                                  |                     |
| 13 | 13             | «Казки Аку»                 | Роб Рензетті і Ґенді Тартаковський    | Кріс Мітчелл і Кері Йост         | Грудень 3, 2001     |
| Аку дізнався, що діти більше не бояться його і вболівають за Джека. Аби зменшити популярність Джека серед населення, Аку збирає дітей у своєму палаці і розповідає їм «казки», у яких демон зображений героєм, а самурай — лиходієм. Однак, кожна його наступна казка абсурдніша за попередню. Діти не хочуть їх слухати і Аку врешті покидає дітей. Тоді діти вигадують власну казку, в якій Джек обов'язково переможе. |                |                             |                                       |                                  |                     |

### Сезон 2 (2002)
| Загальний номер | Номер у сезоні | Назва                             | Режисура                                           | Сценарій і розкадровка                                      | Перший вихід в етер |
| --- | -------------- | --------------------------------- | -------------------------------------------------- | ----------------------------------------------------------- | ------------------- |
| 14 | 1              | «Джек Вчиться Добре Стрибати»     | Ренді Маєрс і Ґенді Тартаковський                  | Браян Ендрюс і Браян Ларсен                                 | Березень 1, 2002    |
| Через нестачу навиків у стрибанні Джек проґавив шанс повернутися додому крізь портал. Пізніше Самурай допомагає мирному племені мавпоподібних істот і їхньому вождю, людині, захиститися від більшого і злішого племені. У подяку вони навчать його «добре стрибати». |                |                                   |                                                    |                                                             |                     |
| 15 | 2              | «Джекові Оповідки»                | Роб Рензетті і Ґенді Тартаковський                 | Ерік Візе і Кріс Мітчелл                                    | Березень 8, 2002    |
| Джек проти Хробака — Джек стикається з двоголовим хробаком, що може втілити його бажання, якщо той відгадує його загадку. Самурай дає правильну, на його думку відповідь, але не вгадав одного — хробак не володіє жодними магічними здібностями і просто хотів з'їсти самурая. Металоїди — вночі в лісі Джека знаходить голодна родина. Скоро з'ясовується, що це металоїди і вони бажають з'їсти Джековий меч. Коли під час бою викривається, що металоїди — роботи, вони з'їдають одне одного. Джек, Гаргоель і Фея — Джек намагається врятувати фею від злого Гаргоеля, аби та виконала його бажання. Але рука Джека застрягає в магічній сфері, де ув'язнена фея. Щоб звільнитися, потрібно дізнатися закляття, проте, Джек убиває Гаргоеля зарано. Оскільки фея в силі здійснити лише одне бажання, Джек загадує, щоб вони обоє звільнилися. |                |                                   |                                                    |                                                             |                     |
| 16 | 3              | «Джек і Мерзотник»                | Ренді Маєрс і Ґенді Тартаковський                  | Кріс Реккарді                                               | Березень 15, 2002   |
| Джека зненацька схопили мисливці за головами та кинули до Купола Долі, де він змушений битися проти чемпіонів Купола як гладіатор. Він перемагає одного чемпіона за іншим, а коли здолав останнього, змушує володаря Купола відпустити гладіаторів і припинити жорстокі видовища. |                |                                   |                                                    |                                                             |                     |
| 17 | 4              | «Джек і Шотландець II»            | Ренді Маєрс і Ґенді Тартаковський                  | Марк Ендрюс                                                 | Березень 22, 2002   |
| Шотландець просить Джека допомогти йому врятувати свою викрадену дружину в замку Буна. Її викрав лиходій, який хоче з'їсти жінку до настання повного Місяця. Джек і Шотландець пробираються в замок, де виявляється, що жінка цілком могла врятуватися сама, просто була ображена на чоловіка, бо той покинув її на два роки. Втрьох вони долають охоронців замку. Але потім жінка кидається навздогін за самураєм, бо той необережно назвав її товстою. |                |                                   |                                                    |                                                             |                     |
| 18 | 5              | «Джек і Ультработи»               | Роб Рензетті і Ґенді Тартаковський                 | Браян Ендрюс і Браян Ларсен                                 | Березень 29, 2002   |
| Розслідуючи знищення кількох селищ, Джек зіштовхується з новими «ультработами» Аку. Не маючи змоги перемогти роботів, самурай отримує неочікувану допомогу від їхнього творця. Виявляється, вчений створив ультработів за допомогою сили Аку, та лиходій послав їх проти рідного селища винахідника. Щоб здолати роботів, винахідник дає йому механічну руку. Джек знищує ультработів, що завдає Аку болю. |                |                                   |                                                    |                                                             |                     |
| 19 | 6              | «Джек Згадує Минуле»              | Роб Рензетті і Ґенді Тартаковський                 | Браян Ендрюс і Браян Ларсен                                 | Квітень 5, 2002     |
| Наткнувшись на руїну маєтку своєї сім'ї, Джек згадує власне дитинство: як він знайшов подругу та отримав урок від батька, що треба вміти захистити себе і те, що тобі цінне. |                |                                   |                                                    |                                                             |                     |
| 20 | 7              | «Джек і Ченці»                    | Роб Рензетті і Ґенді Тартаковський                 | Кріс Мітчелл, Ерік Візе і Чарлі Бін                         | Квітень 12, 2002    |
| Джек шукає джерело великої сили, сходячи на «Гору Фатум» з трьома монахами. Справившись із багатьма труднощами, Джек зневірюється майже біля вершини. Та слова мудреців надихають його продовжити шлях. Досягнувши вершини, Джек усвідомлює, що монахи хотіли навчити його не здаватися, яким би важким не був шлях. |                |                                   |                                                    |                                                             |                     |
| 21 | 8              | «Джек і Дракон»                   | Роберт Альварез і Ґенді Тартаковський              | Кріс Реккарді і Аарон Спрінґер                              | Вересень 6, 2002    |
| Герой приходить у селище, що задихається від смороду, який походить із «Вежі». Джек пробирається всередину та дізнається, що причина в величезному драконі, якого мучать кишкові гази. Дракон просить самурая залізти йому в пащу та усунути джерело його страждань. Джек проходить крізь організм дракона і знаходить дитинча дракона, що своїм вогненним диханням впливає на кишківник. Він виносить дракончика назовні і дорослий дракон видужує. |                |                                   |                                                    |                                                             |                     |
| 22 | 9              | «Джек проти П'яти Мисливців»      | Роберт Альварез і Ґенді Тартаковський              | Ґенді Тартаковський Майк Менлі (додатковий розкадрувальник) | Вересень 13, 2002   |
| Аку доручає імаканді, найкращим мисливцям всесвіту, спіймати ідеальну здобич — Джека. Імаканді прибувають на Землю і негайно беруться за переслідування самурая. Після тривалої і складної гонитви вони таки схоплюють Джека. Але слідом відпускають, дякуючи йому за найцікавіше в їхньому житті полювання. |                |                                   |                                                    |                                                             |                     |
| 23 | 10             | «Джек проти Демонґо, Збирача Душ» | Ренді Маєрс і Ґенді Тартаковський                  | Марк Ендрюс                                                 | Вересень 20, 2002   |
| Аку відсилає Демонґо, демона-поневолювача душ воїнів, знищити Джека. Демонґо поглинає душу кожного переможеного ворога і може прикликати її коли завгодно. Джек не може перемогти воїнів, але здогадується, що може звільнити душі. Тоді вони повстають проти Демонґо, за що Аку страчує демона. |                |                                   |                                                    |                                                             |                     |
| 24 | 11             | «Джек Голий»                      | Ренді Маєрс, Роберт Альварез і Ґенді Тартаковський | Кріс Реккарді і Аарон Спрінґер                              | Вересень 27, 2002   |
| Поки Джек купався в річці, кролик украв його одяг і меч. Самурай біжить за кроликом і провалюється в підземну країну, де потрапляє в різні несподівані халепи. Вибравшись на поверхню, він дізнається, що «кролик» — це лише рюкзак дівчинки-крадійки. Вона вибачається і повертає вкрадене, а самурай дістає їй цінні ікла роботів. |                |                                   |                                                    |                                                             |                     |
| 25 | 12             | «Джек і Спартанці»                | Ренді Маєрс і Ґенді Тартаковський                  | Браян Ендрюс і Браян Ларсен                                 | Жовтень 4, 2002     |
| Сходячи горою, Джек помічає армію 300 спартанців, які борються проти роботів-мінотаврів. Самурай пропонує свою допомогу і розповідає про таємний хід до лігва ватажка роботів. Загін спартанців і Джек прориваються до лігва, де Джек і цар спартанців вступають у бій проти ворожого ватажка. Самурай прикриває собою царя. Через багато років старий цар розповідає цю історію. Він вірить, що Джек зумів вижити. |                |                                   |                                                    |                                                             |                     |
| 26 | 13             | «Джекове Взуття»                  | Ренді Маєрс, Роберт Альварез і Ґенді Тартаковський | Пол Рудіш і Чарлі Бін                                       | Жовтень 11, 2002    |
| Троє байкерів-трансформерів розтрощили Джекові сандалі. Самурай шукає помсти, але не придатний до бою без свого взуття. Він переслідує байкерів до міста, в якому допомагає продавцеві взуття. Той в подяку пропонує різне взуття, але кожна пара виявляється наділена якимось недоліком і самураю не вдається здолати роботів. Але Джек зустрічає хлопчика в старовинних японських сандалях і відвідує його родину, що зберігає японські традиції. Батько хлопчика робить для Джека нові сандалі, в яких він перемагає роботів. |                |                                   |                                                    |                                                             |                     |

### Сезон 3 (2002–03)
| Загальний номер | Номер у сезоні | Назва                                      | Режисура                              | Сценарій і розкадровка                                                                                  | Перший вихід в етер |
| --- | -------------- | ------------------------------------------ | ------------------------------------- | --- | ------------------- |
| 27 | 1              | «Когут Джек»                               | Роберт Альварез і Ґенді Тартаковський | Кріс Реккарді і Аарон Спрінґер                                                                          | Жовтень 18, 2002    |
| Коли Джек випадково штовхає вередливого чаклуна, той перетворює самурая на когута. Згодом Джек потрапляє в руки жадібного чолов'яги, що хоче заробити на підпільних боях. Проти Джека виставляють дедалі сильніших ворогів, яких він перемагає. Власником арени цікавляться інвестори і коли той, загордившись, не помічає чаклуна, він перетворює жадібного чоловіка на когута, а Джека — назад на людину. |                |                                            |                                       | |                     |
| 28 | 2              | «Джек і Рейв»                              | Ренді Маєрс і Ґенді Тартаковський     | Кріс Мітчелл і Ерік Візе                                                                                | Листопад 1, 2002    |
| Джек зупинився в місті, де діти вчиняють погроми після того, як відвідали рейв-вечірку в лісі. Самурай переодягається підлітком і проникає на вечірку. Ді-джей виявляється прислужником Аку, що за допомогою музики зомбує дітей. Джеку вдається знищити динаміки та перемогти ді-джея. Дочка власника готелю, в якому спинився Джек, повертається до батька. |                |                                            |                                       | |                     |
| 29 | 3              | «Парочка на Поїзді»                        | Роберт Альварез і Ґенді Тартаковський | Пол Рудіш і Чарлі Бін                                                                                   | Листопад 8, 2002    |
| Джек відвідує Дикий Захід, і сідає на поїзд, а там його вже чекає пара легендарних мисливців за головами, Єзекеїл Кренч і його колишня дружина Джозефіна. Коли Джозефіна втирається в довіру до самурая, на нього нападає Єзекеїл і зв'язує, що продати Аку. Та між подружжям спалахує сварка, скориставшись чим Джек скидає обоє лиходіїв з поїзда і звільняється. |                |                                            |                                       | |                     |
| 30 | 4              | «Джек і Зомбі»                             | Ґенді Тартаковський                   | Браян Ендрюс і Браян Ларсен                                                                             | Жовтень 25, 2002    |
| Аку чаклунством змушує Джека прийти на проклятий цвинтар, де на нього нападає армія немертвих воїнів. Самурай долає їх, але потім відкриває, що справжній план Аку — вбити Джека його ж мечем. Після тривалої битви Аку захоплює меч і вдаряє Джека. Однак, меч не завдає самураю жодної шкоди. Повернувши свою зброю, Джек ледь не знищує Аку, якому вдається втекти. |                |                                            |                                       | |                     |
| 31 | 5              | «Джек і Скарабей»                          | Кріс Савіно і Ґенді Тартаковський     | Браян Ендрюс і Браян Ларсен                                                                             | Листопад 22, 2002   |
| Аку викликає трьох безсмертних слуг Сета, щоб знищити Джека у Єгипті. Аби перемогти, самурай мусить зібрати золотого скарабея, пригадуючи своє минуле в Єгипті. Бувши малим, він випадково провалився до гробниці, де були ув'язнені слуги Сета, й побачив вказівку як їх здолати. Тепер він повертається до тієї ж гробниці та збирає підказки, щоб скласти золотого скарабея, який прикликає бога сонця Ра і той знищує слуг Сета. |                |                                            |                                       | |                     |
| 32 | 6              | «Джек і Мандруючі Істоти»                  | Ренді Маєрс і Ґенді Тартаковський     | Ґенді Тартаковський і Ерік Візе Джим Сміт (додатковий розкадрувальник)                                  | Квітень 26, 2003    |
| Джек подорожує до містичної країни, де міститься портал часу. Мудра водяна істота супроводжує самурая до підземелля, проте, портал охороняє могутній Страж. Джек програє бій проти нього, але істота зупиняє Стража. Тоді Страж дивиться у портал і бачить, що самураєві ще належить пройти довгий шлях. |                |                                            |                                       | |                     |
| 33 | 7              | «Джек і Надокучливе Створіння»             | Роберт Альварез і Ґенді Тартаковський | Кріс Реккарді і Аарон Спрінґер Браян Ендрюс (додатковий розкадрувальник)                                | Травень 3, 2003     |
| Поки Джек продовжує свій шлях, його переслідує нав'язливе створіння, що зриває всі плани самурая. Поміж іншого, воно з'їдає кристал, який можливо міг би повернути Джека в минуле. Ніби цього було мало, на нього нападає група роботів, мисливців на голови. Коли вони, здавалося б, перемогли, надокучливе створіння перетворюється на могутнього монстра та знищує роботів, а потім повертається в колишню подобу. |                |                                            |                                       | |                     |
| 34 | 8              | «Джек і Болотний Чаклун»                   | Ренді Маєрс і Ґенді Тартаковський     | Пол Рудіш і Чарлі Бін                                                                                   | Травень 10, 2003    |
| Джек, послухавши підказки перехожих, відвідує відлюдника, що живе на болоті. Відлюдник вказує йому шлях до трьох каменів Кроноса, схованих у шоломі та рукавицях. Ці камені можуть повернути самурая додому. Джек забирає їх із наповнених пастками місць, але усвідомлює, що відлюдник — це не хто інший як Аку. Хоча Аку озброюється каменями й намагається вбити самурая, Джек встиг забрати один камінь і майже знищує лиходія. Аку тікає, а самурай обіцяє, що вони ще зустрінуться. |                |                                            |                                       | |                     |
| 35 | 9              | «Джек і Дім Привидів»                      | Ренді Маєрс і Ґенді Тартаковський     | Кріс Реккарді і Аарон Спрінґер                                                                          | Травень 17, 2003    |
| Джек натикається на дім з привидами, де бачить тривожні видіння. Потім він знаходить дівчинку, що приводить його до своєї родини. Але Джек здогадується, що це ілюзія і тоді йому відкривається демон, який поневолив родину. Самурай перемагає демона і звільняє дівчинку з її батьками. |                |                                            |                                       | |                     |
| 36 | 10             | «Джек, Монахи і Син Стародавнього Майстра» | Ренді Маєрс і Ґенді Тартаковський     | Браян Ендрюс і Браян Ларсен                                                                             | Травень 31, 2003    |
| Продовжуючи подорож, Джек зустрічає прихований монастир. Монахи впізнають його техніку бою та приводять до свого майстра. Це колишній учень, який вчився разом із Джеком і осягнув таємницю безсмертя. Він вказує Джеку шлях до храму, де відкривається портал у минуле, та дає в супровід двох монахів. Але храм охороняється армією кам'яних воїнів і Джек, бачачи, що товаришам загрожує смертельна небезпека, рятує їх замість увійти в портал. |                |                                            |                                       | |                     |
| 37 38 | 11 12          | «Народження Зла»                           | Роберт Альварез і Ґенді Тартаковський | Дон Шенк (Частина I) Дон Шенк і Ґенді Тартаковський Ерік Візе (додатковий розкадрувальник) [Частина II] | Серпень 16, 2003    |
| У далекому минулому боги перемогли злу темну сутність, але її частинка впала на Землю. Сутність росла і поглинала все довкола впродовж тисячоліть. Коли імператор Японії зіткнувся з цим злом, він вирушив на битву, взявши отруєну стрілу. Йому єдиному вдалося пройти до джерела зла та вразити його стрілою. Однак, це тільки звільнило Аку, який прикував імператора до дерева та вирушив нищити його країну. Згодом імператора забрали боги й доручили йому знищити Аку за допомогою чарівного меча, викуваного трьома мудрецями. Імператор повернувся на Землю та переміг злу сутність, ув'язнивши її в дереві. Дружина імператора в цей час народила сина, що в майбутньому став самураєм Джеком. |                |                                            |                                       | |                     |
| 39 | 13             | «Джек і Лабіринт»                          | Роберт Альварез і Ґенді Тартаковський | Дон Шенк                                                                                                | Серпень 26, 2003    |
| Джек знаходить піраміду, повну пасток, у центрі якої лежить діамант, здатний відправити самурая додому. Але його планам загрожує таємничий незнайомець, що теж увійшов до лабіринту. Оснащений різними пристроями, він дістається до діаманта одночасно з Джеком. Обоє довго борються за коштовний камінь, тікаючи від роботів-охоронців піраміди. Та коли перемога вже, здавалося, в руках, діамант розколюється. |                |                                            |                                       | |                     |

### Сезон 4 (2003–04)
| Загальний номер | Номер у сезоні | Назва                              | Режисура                                                                       | Сценарій і розкадровка                            | Перший вихід в етер |
| --- | -------------- | ---------------------------------- | ------------------------------------------------------------------------------ | ------------------------------------------------- | ------------------- |
| 40 | 1              | «Джек проти Ніндзя»                | Роберт Альварез, Ренді Маєрс і Ґенді Тартаковський                             | Браян Ендрюс і Браян Ларсен                       | Червень 14, 2003    |
| Аку відсилає смертоносного ніндзя-шинобі, щоб знищити Джека. Шинобі бачить як Джек урятував село та краде звідти хлопчика. Вирушивши на пошуки, самурай дістається до покинутої вежі, в якій стикається з шинобі та перемагає його й повертає хлопчика додому. |                |                                    |                                                                                |                                                   |                     |
| 41 | 2              | «Робосамурай проти Мондобота»      | Ренді Маєрс і Ґенді Тартаковський                                              | Браян Ендрюс, Браян Ларсен, Джим Сміт і Ерік Візе | Червень 21, 2003    |
| Джек потрапив у зруйноване місто роботів. Робот-учений пояснює, що місто захищав величезний Мондобот, але він обернувся проти своїх творців. Щоб перемогти його, вчений радить спуститися під воду, куди роботи дістатися не в змозі. На дні Джек знаходить руїни міста велетнів і гігантського робота-самурая, якого приводить на допомогу. Керуючи ним, Джек перемагає Мондобота. |                |                                    |                                                                                |                                                   |                     |
| 42 | 3              | «Самурай проти Самурая»            | Роберт Альварез і Ґенді Тартаковський                                          | Кріс Реккарді і Аарон Спрінґер                    | Червень 28, 2003    |
| Спинившись у шинку, Джек зустрічає нахабного хвалькуватого «самурая». Той провокує Джека на дуель. Однак, йому бракує майстерності і самурай-самозванець програє бій, хоча вперто відмовляється це визнати. Зненацька нападає група роботів Аку, в якій самозванець трохи допомагає Джеку. Після перемоги Джек каже, що «самурай» зробив перший крок на правильному шляху. |                |                                    |                                                                                |                                                   |                     |
| 43 | 4              | «Інфекція Аку»                     | Ренді Маєрс і Ґенді Тартаковський                                              | Пол Рудіш і Чарлі Бін                             | Листопад 5, 2003    |
| Коли Аку простуджується і чжає, частинка його слизу потрапляє на Джека і той випадково переймає зло самого Аку. Самурай поступово перетворюється на демона і йому стає дедалі важче себе контролювати. Його зла половина час від часу захоплює контроль над тілом, змушуючи самурая бути грубим і жорстоким. Згодом Джек потрапляє у печеру саламандр, які допомагають йому побороти зло в собі та вилікуватися. Джек потім виправляє те, що накоїв бувши зараженим. |                |                                    |                                                                                |                                                   |                     |
| 44 | 5              | «Принцеса і Мисливці за Головами»  | Роберт Альварез і Ґенді Тартаковський                                          | Браян Ендрюс і Браян Ларсен                       | Листопад 12, 2003   |
| П'ятеро найкращих мисливців за головами змагаються за право прикінчити Джека. Вони діляться своїми планами, але всі плани мають недоліки. Шоста мисливиця, котра виявляється принцесою занепалого королівства, переконує їх працювати в групі. Принцеса сподівається відкупитися таким чином від Аку. При зіткненні з самураєм усі мисливці, крім неї, гинуть. |                |                                    |                                                                                |                                                   |                     |
| 45 46 | 6 7            | «Шотландець Рятує Джека»           | Ренді Маєрс і Ґенді Тартаковський (Частина I) Ґенді Тартаковський (Частина II) | Браян Ендрюс і Браян Ларсен                       | Серпень 23, 2003    |
| Частина I — Шотландець випадково помічає Джека на кораблі, де той працює офіціантом. Джек став боягузливим і невпевненим, і вважає, ніби так було завжди. Незважаючи на всі труднощі, Шотландець вирушає у подорож, аби знайти, що спричинило амнезію в самурая. Та тривалий час йому не вдається знайти ніяких підказок. Частина II — джерелом амнезії Джека виявились три прекрасні сирени, чиї відьомські пісні можуть звести з розуму найсильнішого воїна. Шотландець, Джек і група піратів досягають острова, де всі, крім Шотландця, опиняються під чарами сирен. Завдяки йому Джек отямлюється і долає лиходійок. Потім Джек і Шотландець сперечаються хто з них веслуватиме на човні, пливучи з острова. |                |                                    |                                                                                |                                                   |                     |
| 47 | 8              | «Джек і Літаючі Принц та Принцеса» | Кріс Савіно і Ґенді Тартаковський                                              | Пол Рудіш                                         | Листопад 19, 2003   |
| На далеку планету напали вороги. Принц і принцеса планети летять попросити допомоги у союзного флоту, але внаслідок атаки потрапляють на Землю. Аку захоплює їх у полон і кидає до в'язниці «за вторгнення». Замаскований Джек визволяє їх і допомагає покинути Землю. Пропозицію інопланетян полетіти з ними Джек відхиляє. |                |                                    |                                                                                |                                                   |                     |
| 48 | 9              | «Джек проти Аку»                   | Роберт Альварез і Ґенді Тартаковський                                          | Кріс Реккарді і Аарон Спрінґер                    | Листопад 24, 2003   |
| Бажаючи покінчити з самураєм раз і назавжди, Аку пропонує йому дуель один на один, з забороною на використання магії. Джек погоджується, він битиметься без меча, тоді як Аку не чаклуватиме й не змінюватиме форму. Впродовж тривалого поєдинку Джек розуміє, що Аку не дотримався слова і користувався магією. Аку визнає це, але думає, ніби обдурив самурая і забрав його меч. Однак, виявляється. що Джек передбачив це і підсунув фальшивого меча. Коли ж Аку знаходить «справжній» меч, це теж виявляється підробка. Заплутавши ворога, самурай дістає свою зброю і Аку доводиться знову втекти. |                |                                    |                                                                                |                                                   |                     |
| 49 | 10             | «Чотири Пори Смерті»               | Ренді Маєрс і Ґенді Тартаковський                                              | Браян Ендрюс і Марк Ендрюс                        | Вересень 25, 2004   |
| Протягом літа, осені, зими та весни Джек мусить здолати небезпечних ворогів. Він перемагає злого духа в пустелі, потім убиває божевільного вченого його ж отрутою і долає морозного велетня. Останнім випробуванням стає зустріч з дріадою, що пропонує Джеку відпочинок і непомітно обплутує його лозами. Самураю вдається вирватися й перемогти хижу дріаду. |                |                                    |                                                                                |                                                   |                     |
| 50 | 11             | «Розповідь X-49»                   | Ґенді Тартаковський                                                            | Браян Ендрюс і Ґенді Тартаковський                | Вересень 25, 2004   |
| Коли Аку тільки захоплював владу, йому допомагали роботи-вбивці. Один з них отримав чип емоцій і полюбив собаку, що була єдиною близькою йому живою істотою. Він покинув службу, але тепер Аку, викравши собаку, змушує робота вбити Джека в обмін на її повернення. Вислідкувавши самурая, робот програє двобій з ним і лише просить, щоб Джек піклувався про рідну йому тваринку. |                |                                    |                                                                                |                                                   |                     |
| 51 | 12             | «Юний Джек в Африці»               | Роберт Альварез і Ґенді Тартаковський                                          | Джим Сміт, Ерік Візе і Ґенді Тартаковський        | Вересень 25, 2004   |
| Джек, ще дитиною, тренується в Африці і вивчає рухи різних тварин. Вчитель усиновлює Джека, що не подобається його рідному синові. Потім зле плем'я, що прислужує Аку, викрадає вчителя та його людей. Джек проникає до ворожого міста і, користуючись усім, чого навчився, визволяє людей, які проганяють лиходіїв, за що отримує їхню пошану. |                |                                    |                                                                                |                                                   |                     |
| 52 | 13             | «Джек і Маля»                      | Роберт Альварез і Ґенді Тартаковський                                          | Пол Рудіш і Ґенді Тартаковський                   | Вересень 25, 2004   |
| Джек рятує немовля від голодних оґрів. Щоб малюк не плакав, протягом епізоду самурай оповідає йому казку про Маматаро, що переміг людожерів завдяки допомозі тварин, до яких виявив доброту. Далі Джек безуспішно розшукує батьків малюка і знову стикається з оґрами, яких перемагає. Йому вдається віднайти матір малюка. Коли він віддає дитину, мати зауважує її серйозний вираз обличчя. Джек каже, що в немовляті тепер живе дух самурая. |                |                                    |                                                                                |                                                   |                     |

### Сезон 5 (2017)
| № серії | Назва серії | Режисер(и)          | Розкадрувальник(и) і автор(и)      | Сценарист(и)                                      | Оригінальна дата показу | Глядачів US (млн) |
| --- | ----------- | ------------------- | ---------------------------------- | ------------------------------------------------- | ----------------------- | ----------------- |
| 53 | «XCII»      | Ґенді Тартаковський | Браян Ендрюс і Ґенді Тартаковський | Деррік Бакман, Браян Ендрюс і Ґенді Тартаковський | 11 березня 2017         | 1.55              |
| Минуло близько 50 років, Джек не постарів через побічний ефект подорожі в часі. Тепер він суворий і зневірений воїн, якого мучать видіння про всіх, кого він не зумів урятувати. Джек, носячи тепер футуристичну зброю та роботизовану самурайську броню, рятує матір і двох її дітей від армії роботів-жуків і мандрує світом на мотоциклі. Він натрапляє на село, яке винищив балакучий і зверхній робот Скарамуш. Під час поєдинку Скарамуш бачить, що в самурая немає чарівного меча і телефонує повідомити про це Аку. Однак, самурай знищує робота до того, як той встигає повідомити своє відкриття, а потім забирає кинджал Скарамуша. Тим часом семеро сестер, «Дочок Аку», виховуються матріархальним культом. Їхня Верховна Жриця піддає дівчат жорстоким тренуванням, щоб вони вбили Джека та заслужили прихильність Аку. |             |                     |                                    |                                                   |                         |                   |
| 54 | «XCIII»     | Ґенді Тартаковський | Браян Ендрюс і Ґенді Тартаковський | Деррік Бакман, Браян Ендрюс і Ґенді Тартаковський | 18 березня 2017         | 1.30              |
| Не знаючи, що Джек втратив свого меча, Аку втомився переслідувати його і більше не цікавиться пропозиціями від вчених і найманців здолати самурая. Дочки Аку влаштовують засідку на самурая, позбавляють його мотоцикла, зброї та обладунків і Джеку доводиться переховуватися. Він вступає в уявну суперечку з колишнім собою, який каже, що Джек не справився зі своїм завданням і шукає собі смерті. Він тікає до руїн храму, де вбиває одну з Дочок Аку і виявляє, що це людина, а не робот, як він думав раніше. Поранений, Джек використовує кинджал Скарамуша, схожий на камертон, щоб зруйнувати храм резонансом, і стрибає в річку. В той же час вовк бореться зі схожими на тигрів істотами і здавалося б помирає. |             |                     |                                    |                                                   |                         |                   |
| 55 | «XCIV»      | Ґенді Тартаковський | Девід Кренц і Ґенді Тартаковський  | Деррік Бакман, Браян Ендрюс і Ґенді Тартаковський | 25 березня 2017         | 1.35              |
| Поранений Джек опиняється в печері, поки решта шестеро Дочок Аку вистежують його. Він знову сперечається з колишнім собою щодо того, чи зможе вбити всіх Дочок Аку, знаючи, що вони люди. Поранений вовк, чиїм лігвом слугує печера, допомагає Джеку вилікуватися. Джек пригадує випадок зі свого дитинства, коли його батько дав групі вбивць, які загрожували його сім'ї, вибір: піти або «зустріти свою долю». Вони напали, і Джековий батько вбив їх. Коли Дочки Аку знаходять самурая за кривавим слідом, він дає їм той самий вибір, повторюючи слова свого батька. Коли вони нападають, Джек убиває кількох, а четверту на ім'я Аші зв'язує ланцюгом. Бій продовжується, Джек скидає ще одну суперницю в прірву, але слідом падає разом з Аші туди ж. |             |                     |                                    |                                                   |                         |                   |
| 56 | «XCV»       | Ґенді Тартаковський | Ґенді Тартаковський                | Деррік Бакман, Браян Ендрюс і Ґенді Тартаковський | 8 квітня 2017           | 1.33              |
| Їх обох проковтнув величезний змій, і тепер його організм стає головним ворогом. Аші шукає нагоди вбити Джека, й не вірить його розповідям, що Аку поганий. Але самурай декілька разів рятує її та переживає уявну суперечку з собою про те, чи не залишити б Аші помирати. Він захищає її від різних монстрів і несе її з собою, незважаючи на її постійні погрози та спроби вбити. За допомогою літаючих істот вони вибираються крізь дихальце істоти у водойму, де Джек рятує Аші від утоплення та переносить її на маленький острів. Вона готується напасти на самурая знову, але відмовляється, побачивши, що на відміну від Верховної Жриці, яка колись розчавила жука-сонечко за те, що комаха не була «частиною світу Аку», Джек обережно відпускає сонечко, яке сіло йому на руку. |             |                     |                                    |                                                   |                         |                   |
| 57 | «XCVI»      | Ґенді Тартаковський | Браян Ендрюс і Ґенді Тартаковський | Деррік Бакман, Браян Ендрюс і Ґенді Тартаковський | 15 квітня 2017          | 1.29              |
| Шотландець, тепер старий і з паралізованими ногами, бере в облогу вежу Аку. На його боці борються інші шотландці та 100 його дочок. Аку знищує армію Шотландця та потім, вислухавши його образи, його самого. Але магічні кельтські руни на зламаному клейморі повертають Шотландця як привида. Потім він наказує своїм дочкам підготуватися до наступної битви, знайшовши знайти Джека. В іншому місці Аші переживає видіння Верховної Жриці, яка звинувачує її, що Аші найгірша з Дочок Аку. Аші просить Джека довести, що Аку злий. Вони подорожують кількома місцями, знищеними Аку, і зрештою натрапляють на зруйноване село, звідки злий начальник фабрики Домінатор викрав дітей. Джек із Аші проникають на фабрику, де виявляється, що дітям вживлено чипи, за допомогою яких Домінатор може ними керувати. Поки Джек бореться з дітьми, Аші опиняється в полоні Домінатора. Їй вдається вирватися та перевантажити чипи. Діти через це непритомніють і Джек жахається, думаючи, що вони всі загинули. З'являється таємничий вершник, і Джек вирушає за ним. Аші повертається, коли діти отямлюються, але виявляє, що Джека немає. |             |                     |                                    |                                                   |                         |                   |
| 58 | «XCVII»     | Ґенді Тартаковський | Ґенді Тартаковський                | Деррік Бакман, Браян Ендрюс і Ґенді Тартаковський | 22 квітня 2017          | 1.33              |
| Шукаючи Джека, Аші зустрічає різних вдячних йому істот і навіть ворогів, які тепер поважають Джека. Самурай змінив життя кожного з них. Під час своїх пошуків Аші натрапляє на джерело та змиває там свій костюм із чорного попелу, який замінює на вбрання з рослин. Таємнича жінка в плащі допомагає Аші знайти Джека на кладовищі в оточенні духів самураїв. Вершник, який переслідує Джека, оголошує, що Джек зазнав невдачі і повинен скоїти самогубство. Джек готується вчинити сеппуку, а вершник атакує Аші, щоб завадити їй врятувати Джека. Вона благає Джека не втрачати надії та розповідає йому про всіх, кого він врятував, включаючи дітей на фабриці. Джек прозріває, знищує примару, а потім каже Аші, що вони повинен знайти свого загубленого меча. Тим часом Скарамуш, від якого лишилася тільки голова, збирається повідомити Аку, що Джек втратив меча. Він хитрощами пробирається на корабель, але ображає пасажирів, за що його викидають у море. |             |                     |                                    |                                                   |                         |                   |
| 59 | «XCVIII»    | Ґенді Тартаковський | Браян Ендрюс і Ґенді Тартаковський | Деррік Бакман, Браян Ендрюс і Ґенді Тартаковський | 29 квітня 2017          | 1.30              |
| Спогад показує як Джек урятував трьох баранців і вони привели його до останнього порталу в минуле. Однак, Аку встиг витягти самурая назад і знищити портал. Потім Аку перетворює баранців на чудовиськ і Джек, піддавшись люті, вбиває їх. Усвідомивши потім, що це були невинні істоти, які допомогли йому, Джек впускає меча у прірву на верхівці скелі. У сучасності Джек і Аші повертаються до скелі, але не можуть знайти меча. Джек усвідомлює, що меч сам покинув самурая, а повернути його можна, відновивши колишню віру в перемогу. Джек медитує, поки Аші захищає його від армії орків і Верховної Жриці. Їй вдається вбити Верховну Жрицю стрілою. Медитація Джека веде його в подорож до старого ченця, який після чайної церемонії каже самураю, що він втратив відчуття рівноваги. Злий двійник Джека гнівається, та Джек вгамовує свій гнів і двійник зникає. Тоді самурай переноситься до небесного царства, де боги Ра, Рама та Одін повертають йому колишній вигляд і меч, посилений збалансованим духом. Після того, як Джек повертається в матеріальний світ, він і Аші вирушають протистояти Аку разом. |             |                     |                                    |                                                   |                         |                   |
| 60 | «XCIX»      | Ґенді Тартаковський | Ґенді Тартаковський                | Деррік Бакман, Браян Ендрюс і Ґенді Тартаковський | 6 травня 2017           | 1.36              |
| Космічний корабель зазнає аварії на Землю. Джек і Аші подорожують крізь пустелю на величезному верблюді, на спині якого стикаються з тигроподібними найманцями Аку. Борючись із ними, Джек і Аші усвідомлюють, що взаємно закохалися. Потім обоє потрапляють у піщану бурю та ховаються у розбитому космічному кораблі. Там мешкають істоти, схожі на п’явок. Джек і Аші знаходять зброю, розроблену спеціально для боротьби з п'явками, але не знають, як нею керувати. Джек і Аші борються з ордою п'явок і Джеку вдається ввімкнути зброю, що вражає ворогів розрядами. Джек і Аші цілуються. |             |                     |                                    |                                                   |                         |                   |
| 61 | «C»         | Ґенді Тартаковський | Браян Ендрюс і Ґенді Тартаковський | Деррік Бакман, Браян Ендрюс і Ґенді Тартаковський | 13 травня 2017          | 1.33              |
| Аші зближується з Джеком, він розповідає їй про своє життя до приходу Аку. Вночі, проте, Джек покидає Аші й дістається до руїн порталу часу, зруйнованого Аку. Аші наздоганяє Джека, який пояснює, що залишив її, боячись втратити її, як і багатьох інших. Аші запевняє його, що разом вони зможуть перемогти, і обоє доходять до вежі Аку. Скарамуш повідомляє Аку, що самурай втратив меча, за що Аку відновлює його тіло і виходить із вежі. Побачивши, що у Джека є меч, Аку швидко знищує Скарамуша та збирається вкотре втекти, але відчуває в Аші частинку себе. Він згадує, як відвідав Дочок Аку і залишив їм свою кров, а потім припускає, що Верховна Жриця, випила її і зачала сімох дітей. Таким чином Аші його біологічна донька. Аку вирішує зламати волю Джека, захопивши Аші, яку він змушує битися проти самурая. Коли Джек ранить Аші, вона ненадовго отямлюється та просить Джека вбити її. Не бажаючи цього робити, Джек віддає меча Аку, щоб повернути Аші. |             |                     |                                    |                                                   |                         |                   |
| 62 | «CI»        | Ґенді Тартаковський | Браян Ендрюс і Ґенді Тартаковський | Деррік Бакман, Браян Ендрюс і Ґенді Тартаковський | 20 травня 2017          | 1.46              |
| Аку транслює на весь світ повідомлення, що захопив Джека і його меч. Джек прикутий до стіни, а меч лежить у сховку як трофей. Аку доручає Аші вбити самурая, та перш ніж вона встигає це зробити, багато союзників Джека прибувають до вежі й атакують її. Це відволікає Аші, Джека звільняють, однак, Аші помічає це і не дає забрати меча. Назовні різні герої програють Аку. Джек знаходить справжню Аші в її новому демонічному тілі та звільняє її від впливу Аку, сказавши, що кохає її. Аші заступається за Джека і протистоїть Аку. Тоді виявляється, що вона має всі ті ж сили, що й батько. Усвідомивши це, Аші видовжує руку, передає самураю меча, а далі створює часовий портал у минуле. Джек і Аші, на подив Аку, з'являються в минулому. Тепер самурай завдає Аку смертельного удару, його вежа вибухає і світ звільняється від зла. Проте, Аші відчуває як слабне. Джек і Аші готуються одружитися, але на церемонії, куди зібралися батьки Джека та безліч героїв, у яких він навчався, Аші розтає і зникає, останніми словами пояснюючи, що оскільки Аку переможений, то Аші не могла з'явитись на світ. Джек усамітнюється в лісі, де йому на руку сідає жук-сонечко. Самурай підводиться та помічає, що світ, завдяки жертві Аші, наповнений красою. |             |                     |                                    |                                                   |                         |                   |